# Список пророків Книги Мормона
У Книзі Мормона пророками описано ряд осіб, унікальних для її розповіді. Сюди входять пророки, які, згідно з оповіданням, успадкували листи Нефія і яких інакше в тексті називають пророками. Також згадуються первосвященики та місіонери.

## У Нефія
Наступні пророки (або, в деяких випадках, просто люди, які вели літопис і передавали його майбутнім поколінням) є тими, які згадуються на пластинах Нефія (1 Нефій через Омнія).
- Легій
- Нефій
- Яків
- Енош
- Яром
- Омній
- Амарон
- Кеміш
- Авінадом
- Амалекій
- Неум
- Зенос
- Зенок

## У Мормона і Моронія
Наступні пророки згадуються в скороченому видавництві Мормоном великих пластин Нефія (від Мосія до Моронія, за винятком Етеру).
- Король Веніямин
- Мосія[1]
- Аммон
- Авінадій
- Алма старший
- Алма молодша
- Сини Мосії
  - Аарон
  - Аммон
  - Омнер
  - Хімні
- Амулек
- Зизром
- Геламан
- Шиблон[2]
- Коріантон, після його покаяння
- Геламан II
- Нефій
- Лефій
- Самуїл Ламанієць
- Лахоней, головний суддя[3]
- Гідгіддоні[4]
- Учні Христа
  - Нефій
  - Тимофій
  - Нефій, син ученика Нефія
  - Йона, син Нефія
  - Матоні
  - Матоніхах
  - Кумен
  - Куменонхі
  - Єремія
  - Шемнон
  - Джонас
  - Седекія
  - Ісая
- Амос
- Амос II
- Аммарон
- Мормон
- Мороній

## В Етері
- Махонрі Моріанкумер, брат Джареда
- Етер

## Біблійні пророки
Різні пророки Старого Завіту також цитуються або згадуються в Книзі Мормона. До них належать:
- Адам
- Ной
- Йосип
- Яків
- Мойсей
- Ісая
- Давида через псалми
- Іоанна Одкровителя